# Récipient gigogne
Pour les articles homonymes, voir Gigogne.
 (mars 2010).
Si vous disposez d'ouvrages ou d'articles de référence ou si vous connaissez des sites web de qualité traitant du thème abordé ici, merci de compléter l'article en donnant les références utiles à sa vérifiabilité et en les liant à la section « Notes et références ».
Un récipient gigogne est un ensemble de pièces de vaisselle dont la particularité est de s'empiler l'un dans l'autre grâce à leurs tailles différentes. 
Les récipients gigognes sont en particulier utilisés dans la tradition japonaise pour servir les préparations culinaires de la cuisine zen appelée shojin ryori dans les temples bouddhistes[réf. nécessaire].
Dans la philosophie zen, ils doivent être au nombre de 5 sur le plateau-repas[réf. nécessaire].
Le principe des objets gigognes se retrouve dans les poupées russes, probablement également d'origine japonaise. 